# Ninja Gaiden
Ninja Gaiden, lançado no Japão como Ninja Ryūkenden (忍者龍剣伝, lit A lenda da espada do dragão) é uma série de jogos eletrônicos produzidos pela empresa Tecmo, cujo primeiro jogo foi lançado para arcade (fliperama). O logo ocidental ficou como ”NINJA 外伝”, que em português pode ser traduzido como A História ou A Lenda do Ninja.
O jogo deu origem à série Ninja Gaiden, uma trilogia que saiu apenas no console Nintendo Entertainment System, entre os anos de 1989 e 1991. Essa série é conhecida por mostrar efeitos de câmera cinemáticos durante a transcrição de algumas das fases. Uma técnica pioneira que tornou a série única no sistema 8-bit da Nintendo. O sucesso da série no NES encorajou a Tecmo a lançar versões para outros sistemas, como o Sega Master System e também em videogames portáteis e celulares. No Super NES, a Tecmo lançou em 1995 um cartucho contendo os três episódios da série ressuscitados do antigo NES. Em 2004, o jogo ganhou uma versão remodelada em 3-D, para o sistema Xbox.

## História
Há muito tempo, antes da história começar, antigas divindades disputavam o controle do mundo. Os Archfiends, nascidos a partir da própria essência do ódio, subiram acima da briga e ameaçaram a dominação completa. Tudo parecia impossível, até que os dragões surgiram. Levantando-se da terra virgem, estes ferozes dragões lutaram. Inúmeras batalhas duraram séculos. Em sua última instância, os dragões derrotaram as cicatrizes destas batalhas já muito curadas, e os dragões são agora, mais uma memória vaga e distante. Mas seu legado ainda vive.

## Jogos
| 1988      | Ninja Gaiden (arcade)                      |
| 1988      | Ninja Gaiden (NES)                         |
| 1989      |                                            |
| 1990      | Ninja Gaiden II: The Dark Sword of Chaos   |
| 1990      | Ninja Gaiden (Atari Lynx)                  |
| 1991      | Ninja Gaiden III: The Ancient Ship of Doom |
| 1991      | Ninja Gaiden (Game Gear)                   |
| 1991      | Ninja Gaiden Shadow                        |
| 1992      | Ninja Gaiden (Master System)               |
| 1993–1994 |                                            |
| 1995      | Ninja Gaiden Trilogy                       |
| 1996–2003 |                                            |
| 2004      | Ninja Gaiden                               |
| 2004      | Ninja Gaiden X                             |
| 2005      | Ninja Gaiden Black                         |
| 2006      |                                            |
| 2007      | Ninja Gaiden Sigma                         |
| 2008      | Ninja Gaiden: Dragon Sword                 |
| 2008      | Ninja Gaiden II                            |
| 2009      | Ninja Gaiden Sigma 2                       |
| 2010–2011 |                                            |
| 2012      | Ninja Gaiden 3                             |
| 2012      | Ninja Gaiden 3: Razor's Edge               |
| 2012      | 100 Man'nin no Ninja Gaiden                |
| 2013      |                                            |
| 2014      | Yaiba: Ninja Gaiden Z                      |
| 2015–2020 |                                            |
| 2021      | Ninja Gaiden: Master Collection            |
| 2022–2024 |                                            |
| 2025      | Ninja Gaiden Ragebound                     |
| 2025      | Ninja Gaiden 2 Black                       |
| 2025      | Ninja Gaiden 4                             |

### Primeira série

#### Ninja Gaiden
Ninja Gaiden, lançado no Japão como Ninja Ryūkenden (忍者龍剣伝, lit A lenda da espada do dragão) foi lançado em 1988 no Japão e em 1989 nos Estados Unidos, tornando-se muito popular. No Brasil, esse foi provavelmente o jogo menos conhecido na época de seu lançamento, devido especialmente à falta de divulgação de revistas especializadas (que em 1989 praticamente não existiam), pela falta de interesse da Nintendo em lançar e divulgar o NES no Brasil (isso ocorreu somente a partir de 1993). Nesta época o Brasil era inundado de clones de NES e, com a pirataria reinando, não havia um canal oficial de divulgação dos jogos, que dependiam mais do garimpo dos fans e importadores e do boca a boca entre os jogadores. Ninja Gaiden só começou a ser notado, então, depois do lançamento de sua continuação, Ninja Gaiden II, em 1990.
Ryu Hayabusa é o último descendente de um clã de ninjas, possuidores da Espada do Dragão. Ryu, ainda jovem, encontra uma carta de seu pai, Ken Hayabusa, no quarto dele. Ken foi morto num duelo dias antes. Na carta ele explica que, se não retornasse vivo, que Ryu fosse para os Estados Unidos procurar Walter Smith, um arqueologista que guarda uma estranha estátua. Esse artefato foi descoberto por Walter e Ken em uma expedição na Amazônia, e cabe a Ryu descobrir a origem e a história por trás dessa estátua.
Ninja Gaiden era dividido em seis atos. Na versão japonesa, cada ato possuía um título, detalhe que foi suprimido na versão ocidental.
Considerado um dos maiores jogos do ano de 1989 pela Nintendo Power.

#### Ninja Gaiden II: The Dark Sword of Chaos
Ninja Gaiden II: The Dark Sword of Chaos (忍者龍剣伝 - 暗黒の邪神剣 = Ninja Ryukenden II: Ankoku no Jashinken no Japão) foi lançado em 1990 no Japão e Estados Unidos, e apresentava um dos melhores trabalhos gráfico-artísticos da geração NES, além de uma trilha sonora memorável. Revistas especializadas como a Revista VideoGame, com matérias detalhadas sobre o jogo ajudaram a tornar Ninja Gaiden II bastante popular no Brasil.
Um ano depois da derrota de Jaquio, Ashtar inicia um novo plano: abrir o Portal da Escuridão. Mas para isso, ele terá de manchar sua Espada Negra  com o sangue de um ser humano. O enredo já começa com o rapto de Irene Lew, agente da CIA que está presa na Torre de Lahja. Durante a sua jornada, Ryu Hayabusa ainda contará com o apoio de Robert, um atirador profissional.
Ninja Gaiden II era dividido em sete atos. Na versão japonesa, cada ato possuía um título, detalhe que foi suprimido na versão ocidental.

#### Ninja Gaiden III: The Ancient Ship of Doom
Ninja Gaiden III: The Ancient Ship of Doom (忍者龍剣伝 III - 黄泉の方船 = Ninja Ryukenden III: Yomi no Hakobunê no Japão) consolidou a série Ninja Gaiden no NES, marcando uma geração de jogadores. Apresentava o melhor trabalho gráfico da série lançada no NES.
Irene é atacada por um suposto sósia de Ryu Hayabusa, enquanto investigava as proximidades de um laboratório secreto e é tida como morta pela CIA. O verdadeiro Ryu tentará descobrir quem está por trás da farsa. Após adentrar ao laboratório Ryu encontra Clancy, um misterioso homem que o guia para um forte chamado "Castle Rock" afirmando que lá encontrará as respostas que procura.

### Segunda série
- Ninja Gaiden (2004)
- Ninja Gaiden Black
- Ninja Gaiden Sigma
- Ninja Gaiden Dragon Sword
- Ninja Gaiden II (2008)
- Ninja Gaiden Sigma 2
- Ninja Gaiden 3
- Ninja Gaiden 4

### Spin-off
- Ninja Gaiden (arcade)
- Ninja Gaiden (Game Gear)
- Ninja Gaiden Shadow
- Ninja Gaiden (Master System)
- Ninja Gaiden The Origin (3DS)

## Ligações Externas
- Série Ninja Gaiden no MobyGames
- Site oficial da série Ninja Gaiden